# 김명현 (1948년)
김명현(金明顯, 1948년 12월 29일 ~ )은 소방국장, 한국소방안전협회 회장을 역임한 대한민국의 소방공무원이다.

## 생애
제1기 소방간부후보생으로 1977년 11월 26일 임용되어 인천소방안전본부장, 부산소방안전본부장을 거쳐 제22대 대한민국 소방국장, 한국소방안전협회 회장을 역임했다. 저서로는 《소방학개론》가 있다.

## 약력
- 1977년 : 경기부천소방서
- 1980년 : 인천북부소방서, 인천소방본부
- 1984년 : 인천소방본부, 소방학교 서무계장
- 1989년 : 인천본부, 성남서장, 내무부기획담당
- 1991년 : 경기도 성남소방서장
- 1993년 : 내무부 소방국 기획담당
- 1994년 : 부산광역시 소방본부 소방행정과장
- 1995년 : 서울특별시 소방본부 구조구급과장
- 1996년 : 내무부 소방국 구조구급과장
- 1997년 : 인천광역시 소방안전본부장
- 1999년 : 부산광역시 소방안전본부장
- 2001년 : 대한민국 제22대 행정자치부 소방국장(현 소방청장)
- 2004년 : 한국소방안전협회 회장
- 2015년 : 한국소방안전협회 회장

## 학력
- 1967년 : 경신고등학교 졸
- 1988년 : 인하대학교 무역학과 경제학 학사
- 1996년 : 고려대학교 행정학 석사